# Вільям Лод
Вільям Лод (англ. William Laud; 7 жовтня 1573 — 10 січня 1645) — церковний та державний діяч Англійського королівства, архієпископ Кентерберійський.

## Життєпис

### Молоді роки
Походив з роду суконщиків. Син Вільяма Лода і Люсії Вебб (сестри Вільяма Вебба, лорд-мер Лондона). Народився 1573 року в Редінгу. Здобув освіту в місцевій школі. 17 жовтня 1589 року вступив до коледжу Святого Іоанна Оксфордського університету. У 1593 році він став стипендіатом коледжу. 1594 року здобув ступінь бакалавра мистецтв, 1598 року — магістра мистецтв.
4 січня 1601 року висвячений на диякона, а 5 квітня того ж року — на священника. 4 травня 1603 року він був одним із ректорів університету протягом року. 1608 року здобув ступінь доктора богослов'я.

### Кар'єра
1611 року обирається президентом коледжу Святого Іоанна за підтримки Річарда Нейла, клерка шафи (очільника колегія капеланів). Також король Яків I підтримав Лода. 1616 року став деканом Глостерського собору. Тут він розпочав церемоніальні нововведення зі столу для причастя. За місцевим звичаєм стіл стояв посередині хору, як тоді було звичайно в парафіяльній церкві, а не на східному кінці, як це було типово для соборів. Лод вважав, що має благословення короля відремонтувати та покращити занедбану будівлю, але він образив глостерського єпископа Майлза Сміта.
Наприкінці 1621 року, попри погляд короля на Лауда як на порушника спокою, той отримав посаду єпископа Святого Давида, який було головою усіх церкво Вельсу. Невдовзі стає довіреною особою Джорджа Вільєрса, герцога Бекінгема. 1622 року брав участь у серії приватних дебатів з єзуїтом Джоном Персі. У грудні 1624 року Вільяи Лод змінив Джона Престона як релігійного радника герцога.
У 1626 році призначено єпископом Батським і Вельським, а у вересні того ж року отримав придворну посаду декана Королівської каплиці. Негайно змінив служіння, щоб віддати перевагу молитві над проповіддю, відповідно до поглядів короля Карла I на ритуали. У липні 1628 року призначено Лондонським єпископом.
1629 року уклав політичний союз з Томасом Вентвортом, який втік та був в непоганих відносинах з лідером «іспанської партії» Річардом Вестоном, проти політики якого виступав Вільям Лод. Також протистояв «французькій партії» королеви Генрієтти Марії.
З 1632 року стає довіреною особою короля за відсутності Вентворта, що отримав призначення в Ірландії. Втім не міг посунути впливу Вестона. Разом з тим завжди був сповнений рішучості протистояти будь-яким зазіханням на королівську прерогативу з боку парламенту, особливо в питаннях оподаткування.

### Архієпископ
У 1633 році, він став архієпископом Кентерберійським. Одним із перших кроків Лауда було призначення на посади цензорів Семюеля Бейкера, Вільяма Брей і Метью Вікс. Лоб вбачав загрозу для єпископату в кальвінізмі. Прагнув впровадити одноманітність англіканської церкви, оскільки був переконаний, що це його обов'язок. Король дозволив архієпископу ввести цноту духовенства, вчення про чистилище, молитву за померлих й багато інших догматів, що зближували церкву з Римом. Така політика Вільяма Лода в дусі єпископалізму викликала недовіру пуритан. Наслідком стала міграція останніх до Північної Америки.
1634 року виступив проти лорд-скарбника Річарда Вестона, якого звинувативу привласнені 100 тис. крон, але той зберіг посаду. У боротьбі з ним, Лод, який був проти тісного союзу з Іспанією, зблизився з «французькою партією». Але нічого не міг протидіяти Вестону до його смерті у 1635 році. Невдовзі домігся призначення на посаду лорд-скарбника свого прихильника Вільяма Джаксона, єпископа Лондону. За цим домігся того, що король перестав допомагати Іспанії у війні проти Голландії. До того ж в цей час почалася франко-іспанська війна. До кінця року вдалося розгромити «іспанську партію».
Церковна політика Лода яскраво проявилася у відносинах з кальвіністами Шотландії. Під його впливом Карл I затвердив акт про супрематію короля у питаннях релігії, впровадив до шотландського богослужіння низку англіканських канонів. У 1636 році за підписом короля було видано реформовані канони шотландської церкви, в яких не згадувались пресвітерії та парафіяльні збори, а у 1637 році введено нову літургію, яка передбачала цілу низку англіканських елементів, культ святих, багате церковне убрання.
У 1637 році сприяв тому, що лідери пуритан Вільям Прінн, Джон Баствіком і Генрі Бертон були засуджені до відрізання вух та таврували обличчя. Лод також намагався змусити замовкнути свого критика лінкольнського єпископа Джона Вільямса, якого засудили в Зоряній палаті. Всупереч очікуванням Лода, відмовився піти у відставку з посади єпископа.
Разом з тим релігійна політика в Шотландії призвела до шотландського повстання у 1639 році. 1640 року парламент звинуватив Вільяма Лода у державній зраді. Стосунки з королем погіршилися, коли у 1641 році той дозволив стратити Томаса Вентворта, а потім уклав Лондонський мир з шотландськими кальвіністами. Але невдовзі парламент випустив Велику ремонстрацію, де наполягав на арешті Вільяма Лода, що й було зроблено королем. Був ув'язнений у Тауері протягом перших років громадянської війни в Англії.
Навесні 1644 року його притягнули до суду, який завершився без вироку. Зрештою 1645 року парламент схвалив білль про покарання, згідно з яким Вільяма Лода було страчено, попри королівське помилування. Поховано у каплиці коледжу Святого Іоанна в Оксфорді. Після реставрації Стюартів у 1660 році зараховано до англіканських святих.